# William Weber Coblentz
William Weber Coblentz (North Lima, 20 novembre 1897 – Washington, 15 settembre 1962) è stato un astronomo e fisico statunitense.

## Biografia
Dopo essersi diplomato all’età di 21 anni entrò nella Case School of Applied Science oggi Case Western Reserve University nel 1896 laureandosi (Bachelor of Science) in fisica nel 1900 per acquisire, successivamente, il titolo di Master of Science nel 1901 e il dottorato nel 1903 presso la Cornell University di Ithaca  dove rimase per altri due anni come ricercatore (Research Fellow) con una borsa di studio della Carnegie Institution. Nel 1905 accettò di far parte dell’allora appena fondato National Bureau of Standards, oggi National Institute of Standards and Technology, a Washington dove spese tutto il resto della carriera. Nel 1905 fondò la sezione di radiometria del Bureau of Standards rimanendone a capo per i successivi 40 anni fino al suo pensionamento.

## Contributi scientifici
Nel corso della sua carriera pubblicò centinaia di articoli scientifici di natura teorica e applicativa. Fu titolare di dieci brevetti tra cui il primo negli Stati Uniti concernente una cella solare per convertire la luce solare in elettricità. Gli articoli pubblicati all'inizio della sua carriera vertevano su tematiche relative alle radiazioni nell’infrarosso sia nel campo della spettroscopia che in quello della radiometria. Ai tempi in cui era alla Cornell University la spettroscopia nell’infrarosso era ancora in uno stato embrionale per cui fu costretto a costruire da sé le apparecchiature di misura. Nel 1905 dopo aver eseguito numerose misurazioni di spettri realizzò delle tavole in cui riportò le lunghezze d’onda alle quali i vari materiali assorbivano le radiazioni nell’infrarosso. Altrettanto interesse dedicò a problematiche astronomiche. Nel 1913 realizzò una apparecchiatura utilizzata presso l’Osservatorio Lick  per la misura della radiazione infrarossa emessa da 110 stelle e dai pianeti Marte, Venere e Giove. A seguito di queste e di ulteriori osservazioni con Carl Otto Lampland dell’Osservatorio Lowell individuò una differenza tra le temperature diurne e notturne di Marte che lo portò ad ipotizzare la presenza di una sottile atmosfera marziana. A partire dalla fine degli anni '20 del XX secolo  i suoi interessi scientifici si spostarono verso le misure nella banda dell’ultravioletto soprattutto in campo medico con i suoi lavori nel campo delle terapie mediante radiazioni UV e i suoi studi sulla generazione di patologie tumorali a seguito di esposizione a raggi UV.

## Onorificenze[1]
- Howard N. Potts Medal dal Franklin Institute
- Medaglia Jansenn dell'Accademia francese delle scienze nel 1920
- Frederic Ives Medal dalla Optical Society of America
- Membro della Accademia nazionale delle scienze (Stati Uniti d'America)

A William Coblentz la UAI ha  intitolato il cratere lunare Coblentz ed il cratere di Marte Coblentz